# Manuela Kraller

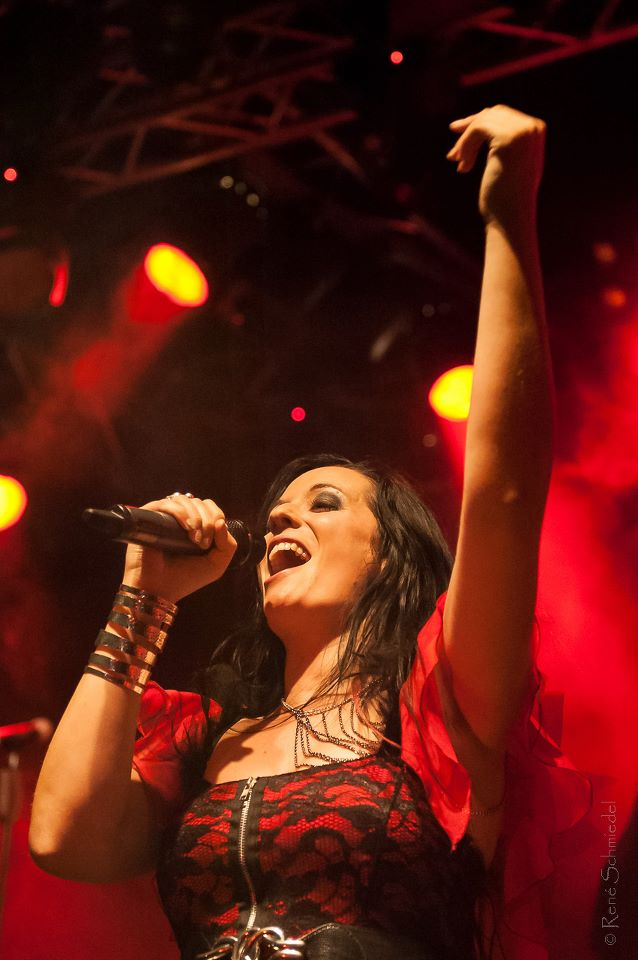
Manuela Kraller mit Xandria bei einem Live-Auftritt 2012

Manuela Kraller (* 1. August 1981 in Ainring) ist eine deutsche Sängerin. Bekanntheit erlangte sie insbesondere als Lead-Sängerin der Symphonic-Metal-Band Xandria, der sie von 2010 bis 2013 angehörte. Ihre Stimmlage ist Sopran.

## Leben
Manuela Kraller begann erst relativ spät – im Alter von 23 Jahren –, klassischen Gesangsunterricht am Mozarteum in Salzburg zu nehmen, nachdem sie während ihres Pädagogik-Studiums ein klassisches Stück in einem Chor in Finnland gesungen hatte. Aus ihrer neu entdeckten Begeisterung für den Gesang folgten weitere Engagements in Gospel- und klassischen Chören sowie in Kirchen, wo sie auch als Solistin sang.
Da sie jedoch seit ihrer Jugend eine Vorliebe für Rock- und Metal-Musik hatte, begann sie gemeinsam mit einem Freund, entsprechende Songs zu covern und zu komponieren, wobei sie diese mit klassischen Elementen kombinierte. Inspirieren ließ sie sich dabei durch Symphonic-Metal-Bands. Bis heute zählt sie unter anderem Nightwish, Kamelot und Within Temptation zu ihren persönlichen Favoriten.
2008 wurde Manuela Kraller Sängerin der schweizerischen Band Nagor Mar. Im selben Jahr kam sie zu der Klassik-Metal-Band Haggard, mit der sie ihre ersten Erfahrungen auf größeren Konzertbühnen sammelte, als die Band mehrmals durch Europa und Lateinamerika tourte.
Am 20. Dezember 2010 wurde Manuela Kraller als neue Sängerin der deutschen Symphonic-Metal-Band Xandria vorgestellt. Auf dem am 24. Februar 2012 erschienenen Album Neverworld’s End gab Manuela Kraller ihr Debüt bei Xandria, gefolgt von gemeinsamen Europa-Tourneen mit der Band Epica (zweimal) und der Band Kamelot.
Am 25. Oktober 2013 wurde bekannt gegeben, dass Manuela Kraller Xandria verlässt. Als Grund gab sie an, eine „andere Richtung“ einschlagen und ihren „eigenen musikalischen Weg“ gehen zu wollen.
Am 12. Januar 2014 wurde das Video zu dem Song Memories Fall von Dark Sarah veröffentlicht. Es handelt sich dabei um ein Duett von Manuela Kraller und der finnischen Sopranistin Heidi Parviainen, die 2012 das Projekt Dark Sarah startete. Im Herbst 2014 erschien der Song At the Edge auf dem Album Crisis Cult der deutschen Symphonic-Metal-Band Voices of Destiny, bei dem Manuela Kraller als Gastsängerin im Duett mit Ada Flechtner in Erscheinung trat.
Nachdem Manuela Kraller im Oktober 2018 angekündigt hatte, an einem eigenen musikalischen Projekt namens Alanae zu arbeiten, wurde am 30. Oktober 2020 die erste, zwei Songs umfassende Single-CD mit dem Titel Return to Elements veröffentlicht. Das Projekt wurde im Januar 2023 in Anaya umbenannt.

## Diskografie

### Xandria

#### Studioalben
- Neverworld’s End (2012)

#### Singles/Musikvideos
- Valentine (2012)

### Dark Sarah

#### Singles/Musikvideos
- Memories Fall (2014)
- Rain (2016)

### Voices of Destiny

#### Singles/Musikvideos
- At the Edge (2014)

### Alanae (Soloprojekt)

#### Singles/Musikvideos
- Return to Elements (2020)